# Roman Staněk
Roman Staněk Jr. (Valašské Meziříčí, 25 de fevereiro de 2004) é um automobilista tcheco que atualmente compete na Fórmula 2 pela equipe Invicta Racing. Ele estreou na categoria em 2023 pela equipe Trident, onde correu até 2024. Anteriormente, ele competiu por três temporadas na Fórmula 3, e  foi campeão dentre os estreantes na ADAC Fórmula 4. É ex-membro da Sauber Academy.

## Carreira

### Kart
Staněk começou a competir no cartismo internacional entre 2014 e 2018, tendo como melhores resultados um terceiro lugar na South Garda Winter Cup de 2016 (classe Mini ROK) e um título na WSK Final Cup em 2017, na classe OK.

### Fórmula 4
Staněk fez sua estreia em monopostos no início de 2019 na última rodada do Campeonato dos Emirados Árabes Unidos de Fórmula 4, como piloto convidado da Dragon Racing, terminando três das quatro corridas que disputou na sexta colocação.
Depois, ele participou dos campeonatos ADAC Fórmula 4 e F4 Italiana, pilotando pela equipe US Racing-CHRS, sendo apoiado pela Sauber em ambos. Na ADAC, Staněk foi companheiro de Arthur Leclerc, Théo Pourchaire e Alessandro Ghiretti, e o tcheco estrelou na rodada de abertura em Oschersleben, obtendo um 2º lugar e uma vitória dominante na corrida 3 que o viu assumir a liderança do campeonato, mas terminou em 4º na classificação final, com 165 pontos, um a mais do que Gianluca Petecof e 29 pontos acima de Ghiretti, mas Roman ficou abaixo de Leclerc, terceiro colocado com 37 pontos a mais, e de Pourchaire, campeão da temporada com 93 pontos de distância. No campeonato de novatos da ADAC, Staněk teve nove vitórias, sendo campeão à frente do júnior da Mercedes Paul Aron. Já no campeonato italiano, Staněk foi o único representante da US Racing, e venceu apenas em Ímola, fazendo quatro pódios e ficando em quinto lugar.

### Fórmula Regional
Para 2020, Staněk estava programado para competir no Campeonato de Fórmula Regional Europeia com a Prema, onde ele teria sido companheiro de Arthur Leclerc, Gianluca Petecof e Oliver Rasmussen, mas a pandemia de COVID-19 o fez mudar de planos, com o piloto tcheco desistindo da FRECA, e sua vaga na Prema indo para Jamie Chadwick.

### Fórmula 3

#### F3 FIA
Em julho de 2020, Staněk foi contratado pela equipe Charouz Racing System para a disputa da edição de 2020 do Campeonato de Fórmula 3 da FIA, como substituto de Niko Kari, que havia sido contratado pela equipe em fevereiro de 2020 para competir na Fórmula 3, mas devido ao atraso do início da temporada provocada pela pandemia de Covid-19, ele acabou deixando a equipe antes do campeonato começar. Assim, Staněk acabou sendo o companheiro de Igor Fraga e David Schumacher. A equipe teve os piores resultados de 2020, sendo a última no campeonato de construtores, e o tcheco teve dificuldades para se adaptar, pontuando em apenas uma das dezoito provas do ano: a corrida sprint de Monza, que ele terminou em oitavo. Isso lhe rendeu três pontos e o 21º lugar no campeonato, o que o tornou o melhor piloto da Charouz no ano, embora mais tarde, Staněk tenha se arrependido dessa decisão de correr na F3 sem nenhum preparo, afirmando que esse erro quase custou sua carreira.

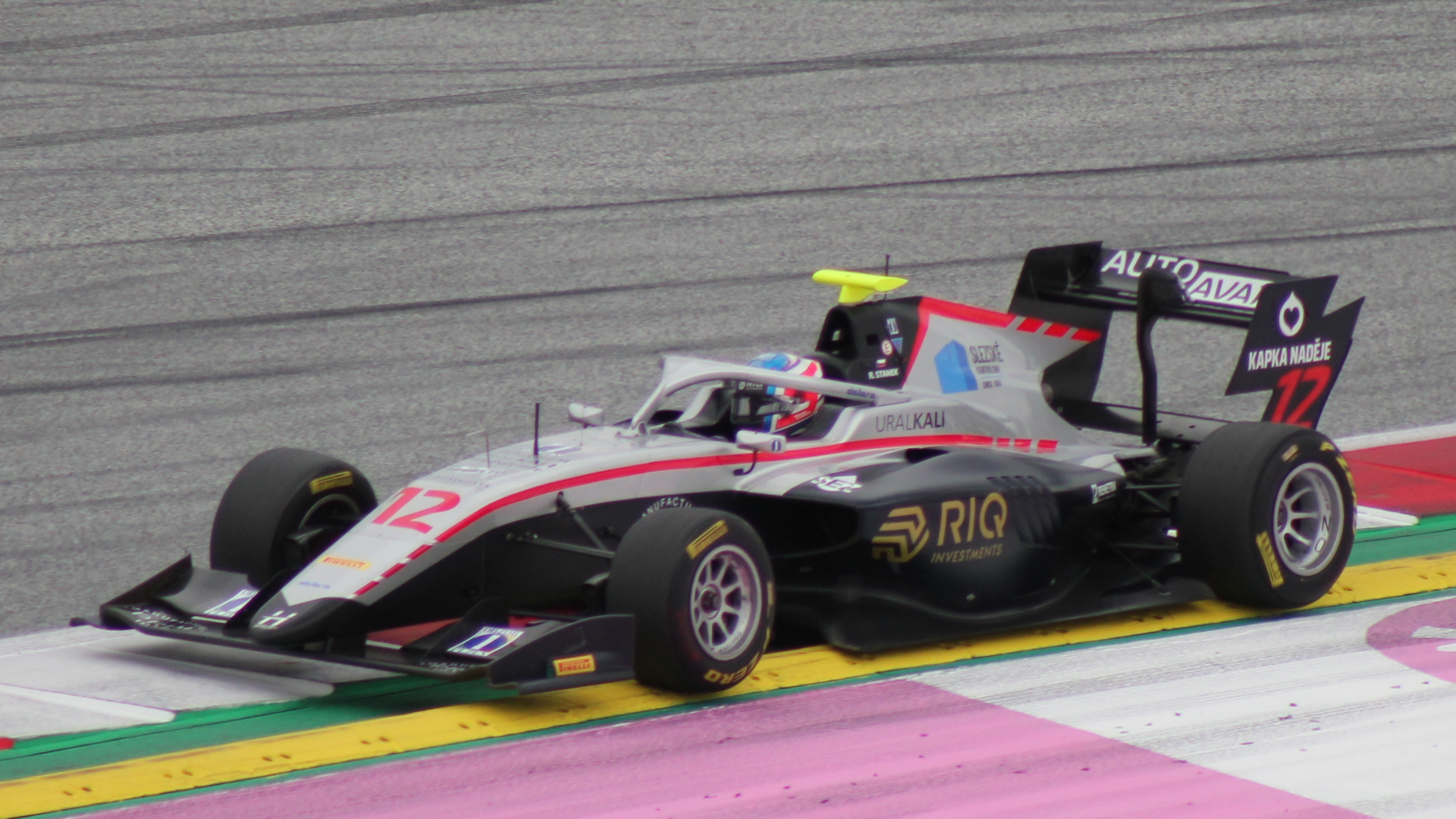
Staněk no Red Bull Ring em 2021

Em 18 janeiro de 2021, foi anunciada a contratação de Staněk pela Hitech Grand Prix para a disputa da temporada de 2021, correndo ao lado de Jak Crawford e de Ayumu Iwasa. Roman conseguiu dois terceiros lugares na corrida 2 da Hungria e na corrida 1 da Bélgica, ficando em décimo sexto no campeonato de pilotos, com 29 pontos. No duelo interno da Hitech, Staněk foi o pior do trio, sendo superado por Crawford por dezesseis pontos e por Iwasa por vinte e três pontos.
Para a disputa da temporada de 2022, ele se transferiu para a Trident, tendo a companhia de Jonny Edgar e de Zane Maloney. Nesse ano, Staněk obteve sua primeira vitória em Ímola, após ultrapassar o piloto da Prema Oliver Bearman na penúltima volta. Ele fez mais três segundos lugares e ficou na quinta posição na tabela do campeonato, marcando 117 pontos. Na disputa com seus companheiros da Trident, Staněk foi melhor do que Edgar, décimo segundo colocado com menos da metade de seus pontos, mas ficou abaixo de Maloney, o vice-campeão, que fez dezessete pontos a mais que ele.

#### F3 Asiática
No início de 2021, Staněk competiu na Fórmula 3 Asiática pela Hitech Grand Prix, como preparação para o Campeonato de Fórmula 3 da FIA daquele mesmo ano. Seus companheiros foram Ayumu Iwasa, Reece Ushijima e Roy Nissany. Staněk conseguiu dois quartos lugares como melhores resultados, ficando em décimo na classificação geral, com 60 pontos, apenas um a menos do que Cem Bölükbaşı.

#### Grande Prêmio de Macau
Staněk participou do Grande Prêmio de Macau de 2023 com a Trident, com ele terminando em 12º na classificação final.

### Fórmula 2

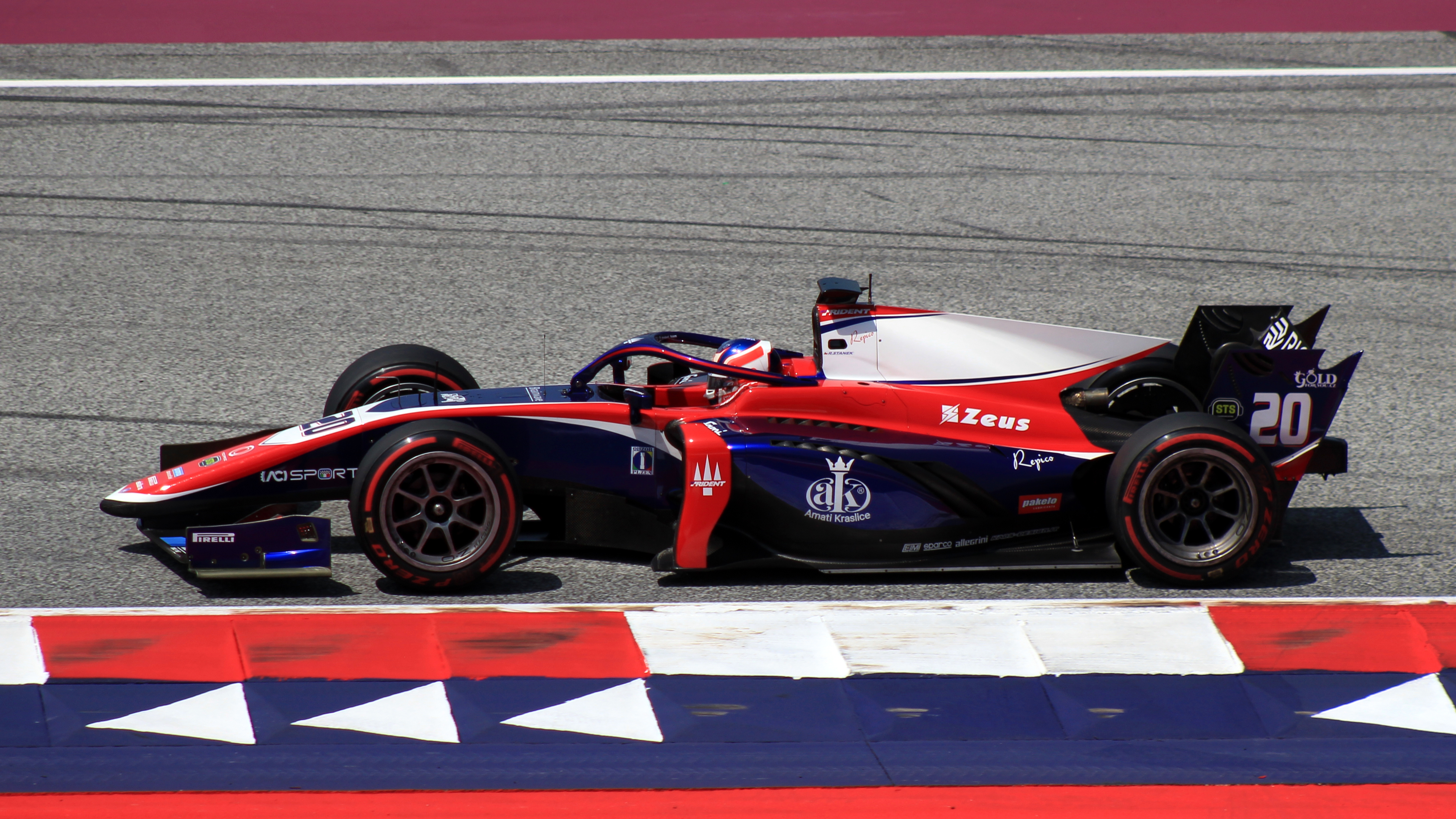
Staněk na Áustria em 2023

Stanĕk participou do teste de pós-temporada da Fórmula 2 de 2022 com a equipe Trident. Em 11 de janeiro de 2023, foi anunciado que ele seria promovido à Fórmula 2 em tempo integral com a equipe italiana, fazendo parceria com o francês Clément Novalak na disputa da temporada de 2023. Conseguiu marcar 15 pontos, tendo como melhor resultado um quinto lugar na corrida sprint da Áustria, e terminou o campeonato na 18ª colocação.

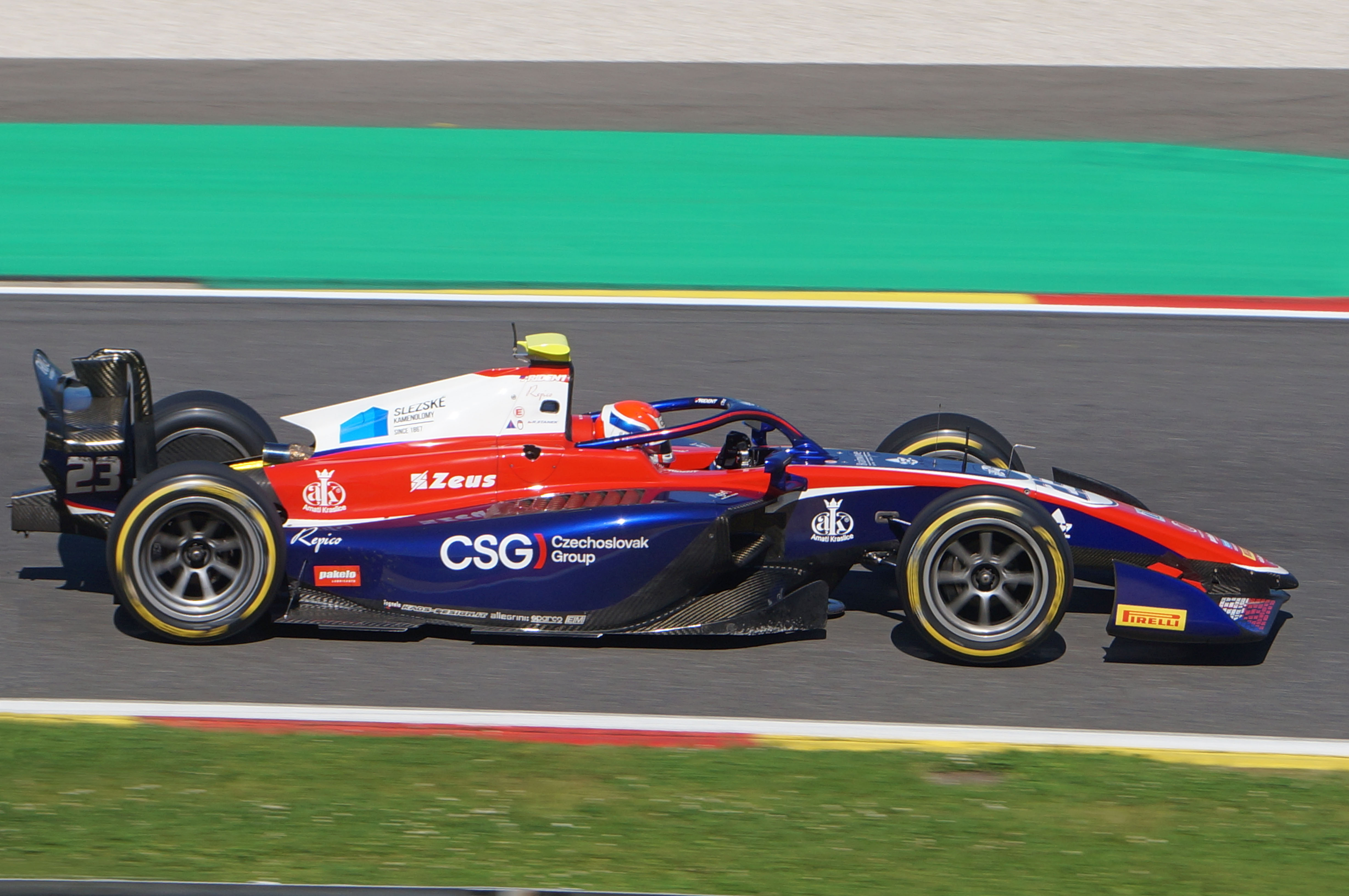
Stanĕk em Spa-Francorchamps em 2024

Ele permaneceu com a equipe Trident para a disputa da temporada de 2024. Na corrida sprint da Arábia Saudita, tanto Staněk quanto seu companheiro de equipe Richard Verschoor, que havia vencido esta prova, foram desclassificados após serem encontradas irregularidades em seus carros. Staněk conquistou sua primeira e única vitória na categoria na corrida sprint da Austrália, depois que Isack Hadjar foi desclassificado por conta do acidente que teve com Gabriel Bortoleto. Stanĕk também conseguiu um sexto lugar na sprint de Mônaco e um oitavo lugar na sprint da Grã-Bretanha, mas não teve mais chances de disputar vitórias e pódios, por conta das limitações de seu carro e de seu envolvimento em acidentes. E com o agravamento de suas dificuldades financeiras, o piloto tcheco deixou a Trident após a etapa da Itália, sendo substituído por Christian Mansell, oriundo da Fórmula 3.

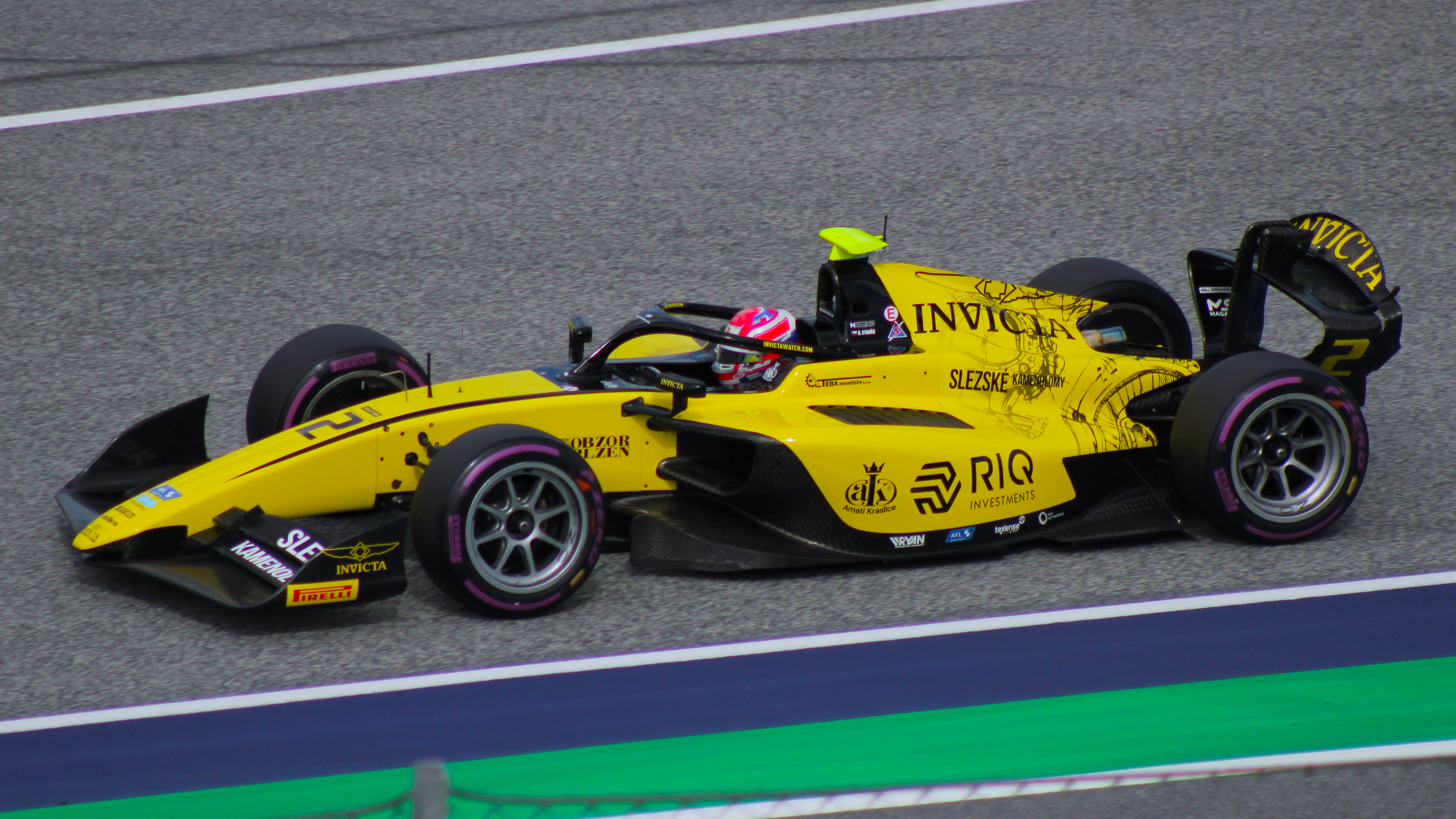
Stanĕk em Spielberg em 2025

Em 9 de dezembro de 2024, foi anunciado que Stanĕk havia ingressado na equipe Invicta Racing para a disputa da temporada de 2025, sendo companheiro de Leonardo Fornaroli. O tcheco conquistou seu primeiro pódio da temporada na corrida sprint da Áustria, onde foi terceiro, e repetiu o resultado na sprint da Grã-Bretanha. Sua primeira vitória do ano foi na corrida longa da Bélgica, na qual Roman, originalmente terceiro colocado, se beneficiou da punição de Alex Dunne, vencedor original, e da desclassificação de Arvid Lindblad, originalmente segundo colocado.

### Fórmula 1
Em 2019, Stanĕk fez parte do programa de jovens pilotos da Sauber, a Sauber Junior Team.

### Resumo da carreira
| Temporada | Categoria                   | Equipe                | Corridas | Vitórias | Poles | V.M.R. | Pódios | Pts. | Pos. |
| --------- | --------------------------- | --------------------- | -------- | -------- | ----- | ------ | ------ | ---- | ---- |
| 2019      | Fórmula 4 Emiradense        | Dragon Racing         | 4        | 0        | 0     | 0      | 0      | 0    | NC†  |
| 2019      | ADAC Fórmula 4              | US Racing-CHRS        | 20       | 2        | 0     | 2      | 5      | 165  | 4º   |
| 2019      | Fórmula 4 Italiana          | US Racing-CHRS        | 18       | 1        | 6     | 1      | 4      | 144  | 5º   |
| 2020      | Fórmula 3 da FIA            | Charouz Racing System | 18       | 0        | 0     | 0      | 0      | 3    | 21º  |
| 2020      | Eurocopa de Fórmula Renault | MP Motorsport         | 2        | 0        | 0     | 0      | 0      | 2    | 18º  |
| 2021      | Fórmula 3 Asiática          | Hitech Grand Prix     | 15       | 0        | 0     | 0      | 0      | 60   | 10º  |
| 2021      | Fórmula 3 da FIA            | Hitech Grand Prix     | 20       | 0        | 0     | 0      | 2      | 29   | 16º  |
| 2021      | Eurofórmula Open            | Motopark Team         | 3        | 1        | 0     | 0      | 2      | 55   | 12º  |
| 2022      | Fórmula 3 da FIA            | Trident               | 18       | 1        | 1     | 2      | 4      | 117  | 5º   |
| 2023      | Fórmula 2                   | Trident               | 26       | 0        | 0     | 0      | 0      | 15   | 18º  |
| 2023      | Grande Prêmio de Macau      | Trident               | 1        | 0        | 0     | 0      | 0      | N/D  | 12º  |
| 2024      | Fórmula 2                   | Trident               | 22       | 1        | 0     | 0      | 1      | 14   | 22º  |
| 2025      | Fórmula 2                   | Invicta Racing        | 18       | 1        | 0     | 0      | 3      | 50   | 10°* |

† Como Staněk era um piloto convidado, ele não estava qualificado para marcar pontos.